# آلهة السماء

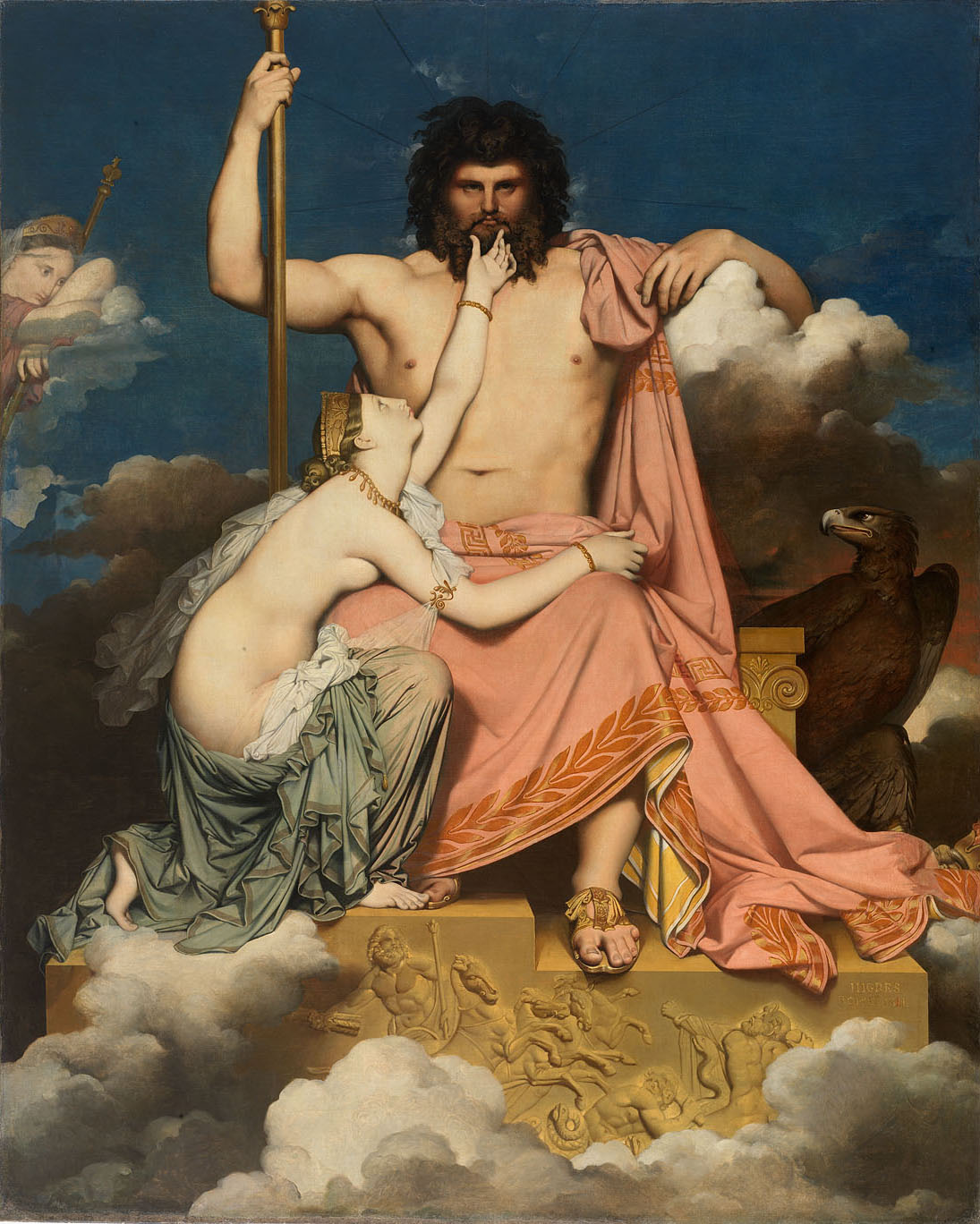
جوبتر، أبو السماء في الأساطير اليونانية الرومانية

إله أو آلهة السماء هو لفظ متداول لدى معظم الديانات متعددة الآلهة والتي تحوي معتقداتها أو تقتصر عقيدتها على السماء أو الجنان. حيث يكون للسماء دلالة دينية هامة في تلك الديانات، وفي كثير من الأوقات يتم قصر هذه التسمية على إله مُبتدِع وله سيادة علي الآخرين، أو على الأقل يكون واحدًا من الأقوياء. عندما كان يُنظر إلى إله السماء الرئيسي على النحو المؤنث، كانت غالبًا تحمل لقب «ملكة السماء». ومن ضمن المعبودات التي حملت لقب «ملكة السماء» إيزيس (Isis)، وعشتروت (Astarte)، وعشتار(Ishtar)، وإنانا (Inanna) والعزى. (وطُبق هذا اللقب لاحقًا علي مريم العذراء، بجانب غيرها من الصفات والميزات المختلفة للآلهة الوثنية القديمة).
ومن المعتقدات الشائعة أيضًا -لدى أصحاب تلك الديانات- تكامل الأقطاب بين الأرض والسماء التي من الممكن أن ترجع إلى الجنسين كثنائي متزوج. وفي بعض الأديان يأخذ هذا المعتقد شكل السماء الأب والأرض الأم، بينما في الديانات الأخرى الثنائي المتزوج هما آلهة السماء والأرض. على سبيل المثال، (نت وجيب) في مصر القديمة، و (زيوس وهيرا) في اليونان القديمة، بينما هناك زوجين آخرين من الآلهة (مثل هادس وبيرسيفوني) (Hades and Persephone) حكما الأرض و/أو ممالك العالم الآخر. وعلى نفس المنوال، بعض علماء الدين اعتقدوا أن جوهافا أو يهوه، الإله السماوي في الكتاب المقدس اليهودي، كان لديه في الأساس زوجة كانت على الأرجح إلهة السماء أشيره (Asherah)، (انظر الآلهة اليهودية) وفي بعض الأديان المعاصرة، عُرف الزوج المقدس من آلهة السماء بـ«الأب السماوي» و«الأم السماوية».